# Munich Quantum Valley
Munich Quantum Valley (MQV) ist eine 2021 gestartete bayerische Wissenschaftsinitiative im Bereich Quantenwissenschaften und Quantentechnologien. Der Munich Quantum Valley e. V. ist eine gemeinnützige Forschungseinrichtung, die als eingetragener Verein organisiert ist.

## Ziele
Das Munich Quantum Valley fördert die Quantenwissenschaften und Quantentechnologien in Bayern mit dem primären Ziel, wettbewerbsfähige Quantencomputer zu entwickeln und zu betreiben.
Dabei verbindet MQV Forschung, Industrie, Forschungsförderung und die Öffentlichkeit: es soll einen effizienten Wissenstransfer von der Forschung zur Industrie unterstützen, ein Netzwerk mit internationaler Reichweite etablieren und Bildungsangebote für Schule, Studium und Unternehmen bieten.
Das Munich Quantum Valley wird von der Bayerischen Staatsregierung aus Mitteln der Hightech Agenda Bayern gefördert.

## Geschichte
2021 schloss sich die Bayerische Akademie der Wissenschaften mit der Unterzeichnung eines Memorandum of Understanding mit der Fraunhofer-Gesellschaft, der Max-Planck-Gesellschaft zur Förderung der Wissenschaft, sowie der Ludwig-Maximilians-Universität und der Technischen Universität München zusammen, um das Munich Quantum Valley einzurichten. 2022 folgte die feierliche Unterzeichnung der Gründungsurkunde, bei der zusätzlich das Deutsche Zentrum für Luft- und Raumfahrt (DLR) und die Friedrich-Alexander-Universität Erlangen-Nürnberg (FAU) eingebunden waren. Am LRZ steht seit 2024 ein Ionenfallen-Quantencomputer für neuartige Forschungsaufgaben bereit.

## Forschungsgebiete
Das zentrale Thema der im Munich Quantum Valley zusammengeschlossenen Forschungsgruppen ist die Hardware zur Realisierung eines Quantencomputers. Hierzu werden drei der derzeit führenden Plattformen, die Qubits auf der Basis von Supraleitern, von kalten neutralen Atomen, insbesondere Rydberg-Atome in optischen Gittern bzw. von gefangenen Ionen realisieren.
Diese hauptsächlich experimentelle Forschung wird ergänzt durch Projekte aus dem Bereich der Quanteninformationstheorie. Dabei stehen die Entwicklung von Quantenalgorithmen z. B. zur Simulation des Hubbard-Modells und die Theorie der derzeit verfügbaren („noisy intermediate-scale quantum“, NISQ) Quantenprozessoren im Vordergrund, sowie, in Zusammenarbeit mit Partnern aus der Industrie, die Suche nach neuen Anwendungen von Quantencomputing.

## Leitungsstruktur
MQV Director General ist der frühere Präsident der Physikalisch-Technischen Bundesanstalt (PTB) Joachim Ullrich. der Vereinsvorstand setzt sich aus Mitarbeitern der beteiligten Forschungseinrichtungen zusammen.